# David Lord (produttore discografico)
David Lord (Oxford, 1944) è un produttore discografico e compositore britannico.

## Biografia
Dopo gli studi alla Royal Academy of Music, sotto la direzione di Richard Rodney Bennett, inizia la carriera come produttore per la radio della BBC. A partire dal 1970 circa, vive a Bath, dove in precedenza gestiva i Crescent Studios, inizialmente nel suo appartamento all'ultimo piano di Camden Crescent, e successivamente in un edificio risalente al Settecento, a Walcot Street. In seguito fu costretto a chiudere lo studio quando ne venne inaugurato un altro accanto al suo.
Ha lavorato inoltre come compositore scrivendo diverse canzoni per Janet Baker tra le quali The Wife of Winter del 1968, mentre l'anno seguente compone l'opera The History of the Flood su libretto di John Heath-Stubbs. La sua "cantata per bambini", The Sea Journey, su libretto di Michael Dennis Browne, è nota per essere stata eseguita due volte: una al Farnham Festival del 1969, per la quale è stata commissionata; l'altra registrata nel 1982 da bambini della St. Catherine's British Embassy School di Atene, in Grecia. Ha anche scritto un brano per Julian Bream e una composizione di prova per un concorso di direttori della London Symphony Orchestra.
È conosciuto soprattutto per il suo lavoro di produttore discografico nonché arrangiatore e, occasionalmente, strumentista: in tale veste ha finanziato lavori di Roy Harper, Peter Gabriel, gli XTC, Peter Hammill e diversi altri. È responsabile degli arrangiamenti degli archi dei successi da classifica Everybody's Got To Learn Sometime dei Korgis, e I'll Stand by You dei Pretenders, ed è apparso anche nella trasmissione televisiva britannica The South Bank Show.
Nel 2015, a Bristol, venne condannato a una pena detentiva per aver gestito illegalmente una casa di appuntamenti; inoltre venne sottoposto a vigilanza sorvegliata notturna con braccialetto elettronico per quattro mesi.

## Discografia
Questa parziale lista di lavori comprende gli album prodotti o coprodotti da Lord.
- The Korgis – Dumb Waiters (1980)
- The Korgis – Sticky George (1981)
- Peter Gabriel – Peter Gabriel (1982)
- Roy Harper – Work of Heart (1982)
- The Icicle Works – The Icicle Works (1984)
- XTC – The Big Express (1984)
- M + M – The World Is a Ball (1986)
- Icehouse – Measure for Measure (1986)
- Icehouse – Man of Colours (1987)
- Peter Hammill – Fireships (1992)
- David Ferguson – The View from Now (1998)